# تيروسين
تيروسين أو التايروسين هو واحدٌ من الأحماض الأمينية المعروفة والمهمّة بالنسبة للإنسان، وهو موجودٌ في معظم البروتينات؛ ويستخدمه الجسم البشريّ لإنتاج عِدّة أنواع من الهورمونات مثل النورادرينالين الأدرينالين.
يمكن فسفرة التيروسين من قِبل كينازات عديدةٍ من ضمنها عائلات كينازات السارك Src والسيك Syk.

## أهميته الغذائية ومصادره
تبلغ الكمية التي تنصح بها لائحة   RDA
للتيروسين والـ فينيل ألانين 33 مليجرام لكل كيلوجرام من وزن الشخص 
 .وهذا معناه أن شخصا وزنه 70 كيلوجرام يجب أن يحصل على 31و2 جرام (تيروسين و فينيل ألانين) في غذائه يوميا.
يوجد التيروسين في كثير من المواد الغذائية المحتوية على بروتينات ، مثل: لحم  الدجاج ، ولحم الأبقار و الأسماك  و البيض والحليب و اللبن الزبادي والجبن والفول السوداني و اللوز والسمسم والرمان وفول الصويا و البقوليات و اللوبياء  و الموز.  
فمثلا بياض البيضة يحتوي على 250 مليجرام من التيروسين في البيضة الواحدة  
بينما يحتوي لحم البقر أو لحم العجول أو سمك السلمون أو لحم الدجاج على 2و1 جرام تيروسين لكل 100 جرام من اللحم .
التيروسين مشيفر في  الشيفرة الجينية بـ الكودونات UAC و UAU في «RNA المرسال»  حمض نووي ريبوزي مرسال. (أنظر شيفرة جينية)

## مركب طليعيللنواقل العصبية
يتحول التيروسين في خلايا الدماغ التي تفرز دوبامين عن طريق إنزيم  هيدروكسيلاز التيروسين   TH  إلى ليفودوبا.  و هيدروكسيلاز التيروسين  يدخل في  تركيب       الناقل العصبي دوبامين  ويحدد سرعة هذا التفاعل. بذلك يمكن ان يتحول الدوبامين إلى  نورأدرينالين وأدرينالين في   الغدة الكظرية  (غدة فوق الكلوية)؛  وهما يعملان على زيادة نبض القلب وانقباض الأوعية الدموية وبالمجمل يؤدي إلى تحضير الجسم لحالات  الهروب أو الصراع في حالة الخطر المفاجيء .
كما أن التيروسين هام بالنسبة لإفرازات الغدة الدرقية : افراز  ثلاثي يود الثيرونين   (T3) و  تيروكسين  (T4)  ، فهما من مركبات التيروسين.ينظم ثلاثي يود الثيرونين العديد من العمليات الفسيولوجية في جسم الإنسان تتضمن النمو و تطوره بمرور الوقت  و التمثيل الغذائي بالإضافة إلى تنظيم درجة حرارة الجسم ومعدل ضربات القلب.

## اقرأ أيضا
- شيفرة جينية